# Kostel svatého Šimona a Judy (Štětí)
Římskokatolický farní kostel svatého Šimona a Judy ve Štětí je pozdně barokní sakrální stavba stojící v centrální části města. Od roku 1964 je kostel chráněn jako kulturní památka. Jako kulturní památka České republiky je zapsaná i fara ve Štětí.

## Historie
Spisovatel Friedrich Bernau se prvně zmiňuje, že tento farní kostel existoval již v roce 1300, tedy v době nejstaršího osídlení v oblasti. Průkazné listiny však pochází až z roku 1352, kdy je uveden ve vizitačním protokolu českých farností. Přestože byl kostel vystaven nejspíše na umělém pahorku, byl často ohrožován různými živelními pohromami, proto není známá původní podoba kostela. Údajně vyhořel v první polovině 15. století a byl rekonstruován v roce 1452 ze dřevěných trámů. V minulosti se u kostela nacházel též i hřbitov. Původní svatyně byla těžce poškozena na počátku třicetileté války v roce 1620, kdy prošlo přes město vojsko protestantů. Oprava začala v roce 1626 pod patronátem hraběte Viléma Slavaty, zástavního držitele mělnického panství. Tento kostel byl dosti menší proti původnímu, jehož základy byly nalezeny při opravách po povodních v roce 2002. Největší katastrofa postihla kostel v roce 1784 velkými povodněmi, kdy z kostela zůstala pouze opukou vyzděná věž zvonice. Ještě 22. července téhož roku byl položen základní kámen nového kostela, který byl posvěcen kněžnou z Lobkowicz, Marií Ludmilou Czerninovou. Rekonstrukce kostela trvala rok a v roce 1785 byl postaven v barokním stylu, který byl zachován do současné podoby. V roce 1930 byl restaurován architektem Jaroslavem Majorem a střecha z taškové krytiny byla opravena v letech 1998-2000.

### Povodně 2002
Při povodni v roce 2002, která byla největší povodní od povodně v roce 1845, byl kostel rozsáhle poškozen. Na kostele byly 10. srpna 2002 dokončeny práce spojené s výmalbou interiéru a opravou fasády, krátce předtím proběhla generální rekonstrukce, týkající se elektroinstalace, krovů a dalších prací. Slavnostní otevření nově opraveného kostela mělo proběhnout 17. srpna 2002, avšak 15. srpna 2002 byl kostel povodní zatopen do výšky 1,60 m. Dne 14. srpna 2002 proběhlo zazdění kostelních vchodů a oken, nicméně voda i přes toto opatření zničila podlahu v zadní části kostela (pod kůrem), která se propadla do hloubky 4 m, dále byly zcela zničeny lavice, výmalba (vnitřní i vnější), varhany díky trvající vlhkosti, všechny původní vyřezávané dveře, kazatelna i prostor presbytáře. Litoměřický biskup Josef Koukl povolil tehdejšímu administrátorovi farnosti in materialibus Miroslavu Šantinovi sbírat dary na rekonstrukci nejen v českých, ale i moravských diecézích, dále pak v diecézích na území Německa. Během nové rekonstrukce museli farníci navštěvovat bohoslužby ve farním kostele chcebuzské farnosti, svatých Petra a Pavla.

## Architektura
Jedná se o podélnou stavbu s odsazeným presbytářem s oblým závěrem. V ose průčelí se nachází vyšší čtyřboká věž. Okna jsou sklenuta segmentem.
V presbytáři je placková klenba. Strop v lodi je plochý. Na stropě lodi jsou freskové malby hudoucích andílků, Nejsvětější Trojice a skupiny světců. Na klenbě presbytáře je freska Nejsvětější Svátosti. V nice závěru se nachází fresková malovaná oltářní architektura se sochami a obrazem. V zaoblených rozích lodi před triumfálním obloukem jsou další dva malé freskové oltáře. Fresky jsou iluzívní, vesměs současné se stavbou kostela a jsou dílem Josefa Kramolína. Oltáře přemaloval ve 20. století P. Major.

## Zařízení

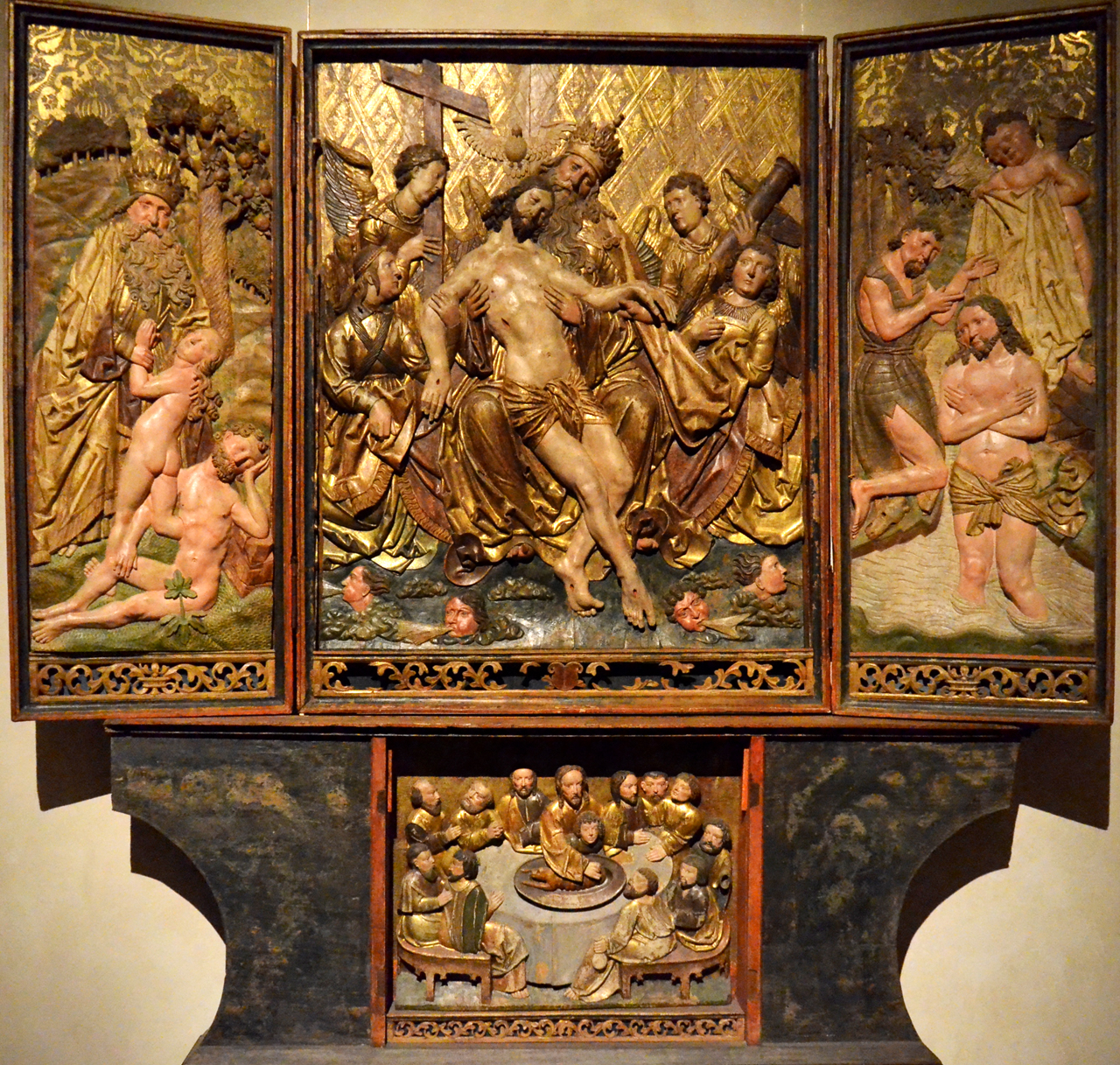
Trojdílný oltář zvaný Archa ze Štětí

Část vnitřní výbavy kostela pochází z rušených pražských kostelů. Hlavní oltář, který je rokokový pochází ze 2. poloviny 18. století a je mramorový. Byl zakoupen z kostela Sv. Václava na Malostranském náměstí a vytvořil jej pražský kameník a mramorář Lauermann. Oltář je zasvěcen svatým Šimonu a Judovi Tadeáši. Jsou na něm sochy andílků se svícny a dalšími anděly na rokajových křídlech. Na levém bočním epištolním oltáři je obraz Kázání sv. Jana Křtitele s českou signaturou Augusta Bubáka z Bělé pod Bezdězem a letopočtem 1842. Od téhož malíře je údajně i obraz na evangelní straně druhém bočním oltáři, který je zasvěcen Panně Marii, a oba závěsné obrazy na stěnách lodi. Vlevo je klasicistní obraz Kázání Krista-dítěte a vpravo Kristus s apoštoly na Olivetské hoře, který je s letopočtem 1845. Na jižní boku ve výklenku je dřevěný trojdílný oltář ze 16. století s reliéfními polychromovanými řezbami podle rytin Albrechta Dürera. Uprostřed se nachází Snímání z kříže, na levém křídle je Stvoření Evy a na pravém křídle Křest Kristův. Dole je menší reliéf Poslední večeře. Oltář byl přenesen z kapličky u papírny. Kazatelna je ze 2. poloviny 18. století. Je pozdně barokní, dřevěná, čtyřboká s bílozlatými rokaji. Křtitelnice je z 1. poloviny 18. století. Je barokní, kamenná s reliéfními akanty a mušlovitou nádrží. Varhany pocházejí z roku 1792. Jsou trojdílné. Mají zlacené a stříbrné rokaje. Lavice jsou barokní, dřevěné, bohatě řezané a pocházejí z období kolem roku 1730. Byly do Štětí přeneseny z kostela sv. Františka u Anežského kláštera. V zasklené skříňce (svatyňce) u triumfálního oblouku je pozdně barokní soška Madony s Jezulátkem. Pochází ze 2. poloviny 18. století.

## Zvony
Původně v kostele byly 4 zvony. Největší z nich Jesus Christus Salvátor váží 1,02 tuny s velkým českým nápisem, že byl pořízen k založení chrámu do města Štětí hrabětem Slavatou. Tři z nich byly za 2. světové války zrekvírovány. Zvon Salvátor byl však po válce vykoupen a usazen zpět na své místo. V kostele jsou tak dodnes 2 zvony.

## Okolí kostela

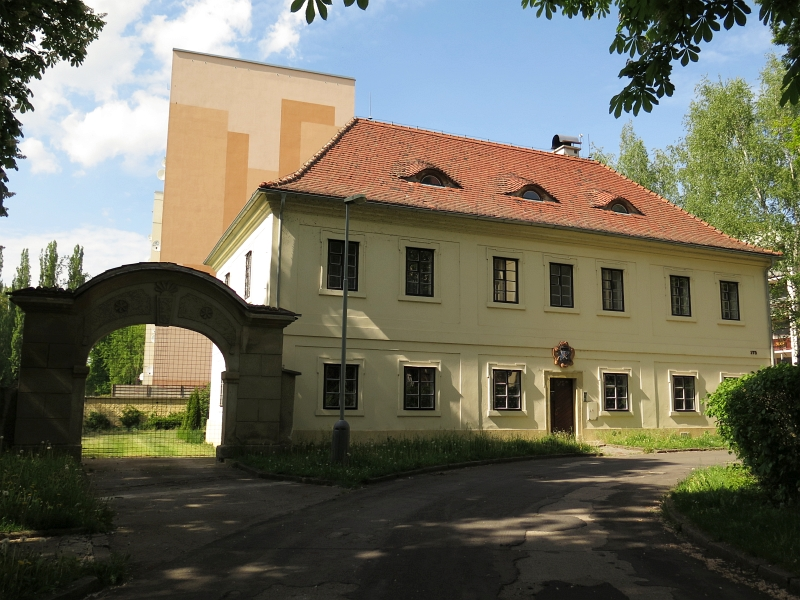
Fara s bránou

### Farní budova
Farní budova (čp. 175) poblíž kostela nejspíše existuje již od středověku. Dle dochovaných historických pramenů ze 17. století, objekt původně sloužil i jako farní škola. Rekonstruována byla v letech 1737 až 1738. V roce 1784 byla smetena ničivou povodní, tak jako blízký kostel. Následně po opravě kostela také probíhala rekonstrukce farní budovy následujícího roku. Jako většina památek na Štětsku je i tato budova pozdně barokního stylu, konkrétně v dekoru lizénových rámů. Při vjezdu k faře se nachází klenutá brána se segmentovým štítkem. Na faře dnes sídlí římskokatolická farnost Štětí nad Labem. Po povodních v roce 2002 byla kompletně rekonstruována.

### Sochy sv. Jana Nepomuckého
Sochy se nacházejí v těsné blízkosti kostela sv. Šimona a Judy na Husově náměstí směrem k Labi. Nejedná se o původní lokalitu soch, každá z nich sem byla přemístěna z jiného místa. Levá socha, která je umístěna na vysokém hranolovitém podstavci, byla původně umístěna na Velkém náměstí (dnešní Mírové náměstí). Pravá socha má mohutnější podstavec a jsou na ní vyobrazeny také dva andílci, volutové motivy a reliéf. Pochází z 1. poloviny 18. století. Autoři ani jedné ze soch nejsou známi.